# The Slim Shady LP
A The Slim Shady LP Eminem 1999-es, második nagylemeze. Ez a debütálása major lemezkiadónál.
Az album jelentős kritikai és kereskedelmi sikereket is elért. A Billboard 200-on a 2. helyen debütált, a megjelenését követő héten 283 000 példányban kelt el. A RIAA négyszeres platinalemeznek nyilvánította. Mára több mint 5 millió példányban kelt el az Egyesült Államokban, több mint 9 millió példányban világszerte. A Just Don't Give a Fuck az egyetlen underground kislemez az albumról. Az első hivatalos kislemez a My Name Is volt.
Az album elnyerte a legjobb rapalbumért járó Grammy-díjat. 2003-ban 273. lett a Rolling Stone magazin Minden idők 500 legjobb albuma listáján, ezzel a legjobb helyen álló Eminem-album lett a listán. Szerepel az 1001 lemez, amit hallanod kell, mielőtt meghalsz című könyvben.

## Az album dalai
|     | Cím                                                          | Szerző(k)                      | Producer              | Hossz |
| --- | ------------------------------------------------------------ | ------------------------------ | --------------------- | ----- |
| 1.  | Public Service Announcement (jelenet; előadja Jeff Bass)     |                                |                       | 0:33  |
| 2.  | My Name Is                                                   | Mathers, Young, Siffre         | Eminem                | 4:28  |
| 3.  | Guilty Conscience (közr. Dr. Dre; narráció: Richard Huredia) | Mathers, Young                 | Dr. Dre, Eminem       | 3:19  |
| 4.  | Brain Damage                                                 | Mathers, Jeff Bass, Mark Bass  | Bass Brothers, Eminem | 3:46  |
| 5.  | Paul (jelenet; előadja Paul Rosenberg)                       |                                |                       | 0:15  |
| 6.  | If I Had (közr. Kristie Abete)                               | Mathers, J. Bass, M. Bass      | Bass Brothers, Eminem | 4:05  |
| 7.  | 97' Bonnie & Clyde                                           | Mathers, J. Bass, M. Bass      | Bass Brothers, Eminem | 5:16  |
| 8.  | Bitch (jelenet; előadja Zoe Winkler)                         |                                |                       | 0:19  |
| 9.  | Role Model                                                   | Mathers, Young, Melvin Breeden | Dr. Dre, Mel-Man      | 3:25  |
| 10. | Lounge (jelenet; közr. Jeff Bass & Mark Bass)                |                                |                       | 0:46  |
| 11. | My Fault                                                     | Mathers, J. Bass, M. Bass      | Bass Brothers, Eminem | 4:01  |
| 12. | Ken Kaniff (jelenet; közr. Aristotle & Mark Bass)            |                                |                       | 1:16  |
| 13. | Cum On Everybody (közr. Dine Rae)                            | Mathers, J. Bass, M. Bass      | Bass Brothers, Eminem | 3:39  |
| 14. | Rock Bottom                                                  | Mathers, J. Bass, M. Bass      | Bass Brothers         | 3:34  |
| 15. | Just Don't Give a Fuck                                       | Mathers, J. Bass, M. Bass      | Bass Brothers, Eminem | 4:02  |
| 16. | Soap (jelenet; előadja Jeff Bass és Royce da 5'9")           |                                |                       | 0:34  |
| 17. | As the World Turns                                           | Mathers, J. Bass, M. Bass      | Bass Brothers, Eminem | 4:25  |
| 18. | I'm Shady                                                    | Mathers, J. Bass, M. Bass      | Bass Brothers, Eminem | 3:31  |
| 19. | Bad Meets Evil (közr. Royce da 5'9"; intro: Jeff Bass)       | Mathers, J. Bass, M. Bass      | Bass Brothers, Eminem | 4:13  |
| 20. | Still Don't Give a Fuck                                      | Mathers, J. Bass, M. Bass      | Bass Brothers, Eminem | 4:12  |

## Közreműködők
- Aristotle – előadó
- Jeff Bass – dalszerző, keverés, előadó, producer
- Marky Bass – dalszerző, előadó
- Greg Burns – hangmérnök
- Dr. Dre – dalszerző, keverés, producer
- Eminem – dalszerző, producer
- Brian Gardner – mastering
- Richard Huredia – hangmérnök, keverés, narrátor
- Kid Rock – vágás
- Aaron Lepley – hangmérnök, keverés
- Mark Leroy – művészi munka, design
- Alan Mason – hangmérnök, keverés
- Marshall Mathers – dalszerző
- Christopher McCants – fényképek
- Mel-Man – dob programozása, dalszerző
- Dina Rae – ének
- Michael "Wolf" Reaves – hangmérnök
- Les Scurry – koordinátor
- Justin Trugman – producer
- Michael Tuller – keverés, felvétel
- Michael Wilder – producer
- Zoe Winkler – előadó

## Fordítás
- Ez a szócikk részben vagy egészben a The Slim Shady LP című angol Wikipédia-szócikk ezen változatának fordításán alapul.  Az eredeti cikk szerkesztőit annak laptörténete sorolja fel. Ez a jelzés csupán a megfogalmazás eredetét és a szerzői jogokat jelzi, nem szolgál a cikkben szereplő információk forrásmegjelöléseként.